# Śmierć w Wenecji
Śmierć w Wenecji (oryg. niem. Der Tod in Venedig) – nowela Tomasza Manna wydana w 1912 roku. Jest uważana za najważniejszą krótką formę Manna – również dlatego, że porusza homoseksualny wątek platonicznej miłości do młodego chłopca.

## Opis fabuły
Nowela opowiada historię starzejącego się utytułowanego literata Gustawa von Aschenbacha, który udaje się w podróż do Wenecji, gdzie zakochuje się w polskim chłopcu Tadziu. Aschenbach spędza czas na plaży Lido i w hotelu, w pewnym stopniu śledząc chłopca i jego rodzinę. W momencie rozpaczy chce uciec z wydającej się mu duszną Wenecji – jednak przez przypadek zostaje. Okazuje się, że kufer z jego rzeczami zostaje wysłany przez pomyłkę niewłaściwym pociągiem. Wraca do Hotelu Kąpielowego. Ostatecznie pobyt w Wenecji doprowadza do jego śmierci, ponieważ wybucha epidemia cholery, na którą Aschenbach umiera, patrząc na bawiącego się z kolegami na plaży Tadzia. Uczucie do Tadzia przedstawione jest jako platoniczne uwielbienie dla piękna chłopca – które Aschenbach oddaje np. przez mityczne porównania chłopca do Feaka, Apolla.

## Inspiracja
Tomasz Mann przebywał w 1912 roku z rodziną na wakacjach w Wenecji – gdzie, jak wspomina w pamiętnikach żona Manna Katja, zobaczył pierwowzór Tadzia. Prawdopodobnie był nim zmarły w 1986 roku Władysław Moes. Zmiana imienia miałaby być pomyłką Manna, który błędnie zinterpretował skrót imienia Władzio jako Adzio. Prototypem Gustawa von Aschenbacha był podziwiany przez Manna kompozytor austriacki i dyrygent, zmarły właśnie wtedy, Gustav Mahler. Pisarz zapożyczył od niego dla swej literackiej postaci imię oraz niektóre cechy fizyczne.

## Odniesienia w kulturze
- W 1971 na kanwie książki powstał film Śmierć w Wenecji w reżyserii Luchino Viscontiego. W główną rolę wcielił się Dirk Bogarde. Fragment tego filmu został wykorzystany w polskiej komedii Chłopaki nie płaczą z 2000. Użyto sceny z Gustawem von Aschenbachem płynącym gondolą, zaś gangsterzy oglądający go spodziewali się filmu sensacyjnego, mając na uwadze sam tytuł filmu.
- W 1973 powstało libretto dla opery Śmierć w Wenecji autorstwa Benjamina Brittena.